# Cèl·lula TEM

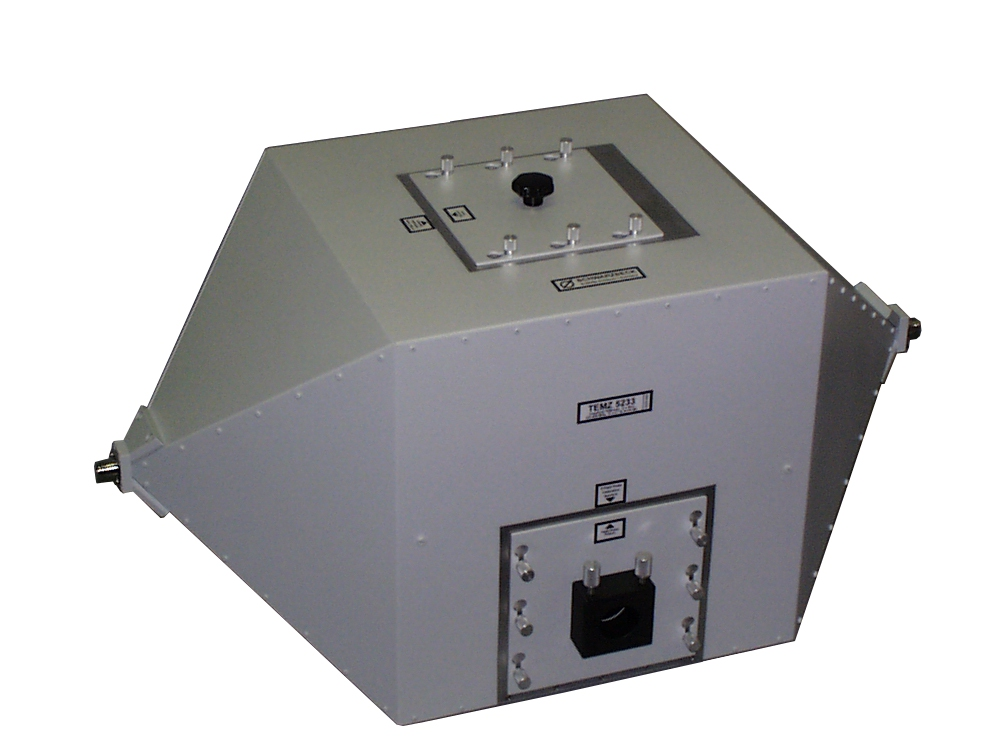
Cel·lula TEM model Schwarzbeck TEMZ 5233.

Estructura interna d'una cèl·lula TEM

Una cèl·lula TEM o cèl·lula electromagnètica transversal és un tipus de cambra de prova que s'utilitza per realitzar proves de compatibilitat electromagnètica (EMC) o d'interferència electromagnètica (EMI). Permet la creació de camps electromagnètics de camp llunyà en un petit entorn tancat, o la detecció de camps electromagnètics radiats dins de la cambra.
Una cèl·lula TEM és un recinte que actua com a transductor electromagnètic que està blindat per proporcionar aïllament dels camps electromagnètics externs. Dins del recinte hi ha material conductor, formant una secció de línia de transmissió que es pot connectar a cables coaxials estàndard. L'interior de la cèl·lula actua com a guia d'ones i converteix els senyals elèctrics en camps electromagnètics homogenis amb una distribució en mode aproximadament transversal, similar a l'espai lliure. El camp elèctric i magnètic dins de la cèl·lula es pot predir amb precisió mitjançant mètodes numèrics. El disseny original de la cel·la és de forma rectangular, tot i que s'han fet moltes variacions i millores des de la seva creació a principis dels anys setanta.
La cèl·lula actua per rebre emissions internes o transmetre emissions dins de la cambra.
- Quan es mesuren les emissions radiades, un extrem de la línia de banda està connectat a un analitzador d'espectre. L'altre extrem s'acaba amb una càrrega de RF.
- Quan es realitza la immunitat radiada, un extrem de la línia de banda està connectat a una font de radiació (per exemple, un generador de senyal). L'altre extrem s'acaba amb una càrrega de RF.
- En funcionament, la radiació emesa (ja sigui d'una antena o des del DUT) viatja al llarg de la cambra i és absorbida per la càrrega absorbent al final.
- Per a les proves d'immunitat, la uniformitat de camp i l'acoblament transpolar de la cèl·lula han d'estar dins d'uns límits establerts per IEC 61000-4-20.[3]